# Paradise PD
Paradise PD je americký animovaný komediální televizní seriál, který měl premiéru 31. srpna 2018 na Netflixu. Jeho tvůrci jsou Waco O'Guin a Roger Black. Hlavní postavy v seriálu dabují David Herman, Tom Kenny, Sarah Chalke, Cedric Yarbrough, Dana Snyder a Kyle Kinane. Dne 30. října 2018 byla oznámena jeho druhá řada, která měla premiéru 6. března 2020.

## Obsazení

### Hlavní postavy
- David Herman jako Kevin Pubesalad Crawford, policista-zelenáč a syn náčelníka Randalla Crawforda. Jak seriál postupuje, ukazuje se, že je schopný a kompetentní důstojník, i když by mohl být lepší, kdyby měl pro svou práci vhodné vybavení a finanční prostředky.
- Tom Kenny jako náčelník Randall Crawford, policejní náčelník Paradise PD a Kevinův otec. Kdysi hodný a hrdý policajt, následoval incident, kdy jeho syn sestřelil obě jeho varlata, což ho během následujících třinácti let neuvěřitelně rozhořčilo, což nakonec vedlo k jeho rozvodu s manželkou. Aby si udržel svou mužnost pod kontrolou, musí si často dávat záplaty testosteronu.
- Sarah Chalke jako Gina Jabowski, psychotická a násilná policistka, která často sexuálně obtěžuje Dustyho kvůli tlustému fetišu způsobenému poraněním mozku.
- Cedric Yarbrough jako Gerald "Fitz" Fitzgerald, policista trpící posttraumatickou stresovou poruchou
- Dana Snyder jako Dusty Marlow, obézní policista, kterého Gina neustále sexuálně obtěžuje. Je velmi dětinský a má doma mnoho koček.
  - Snyder také dabuje postavu Stanleyho Hopsona, staršího bisexuálního policejního důstojníka, který je často vyslán, aby dokončil běžné úkoly náčelníka. Přes svůj věk je sexuální deviant a často vypráví obscénní a nechutné příběhy o jeho předchozích sexuálních snahách s ostatními muži.
- Kyle Kinane jako Bullet, policejní pes, který je závislý na zabavených drogách, které má za úkol hlídat.

### Vedlejší postavy
- Grey Griffin jako starostka Karen Crawford, starostka Paradisu, Kevinova matka a Randallova ex-manželka.
- Waco O'Guin jako Robbie, jeden z prodejců metamfetaminu, který je bratrancem Bobbieho Possumcodse z Brickleberry.
- Roger Black jako Delbert, Robbieho nejlepší přítel a jeho partner v obchodování s metamfetaminem. Má divergentní šilhání a vypadá jako BoDean z Brickleberry.

## Seznam dílů

### První řada (2018)
| Č. v seriálu | Č. v řadě | Původní název         | Český název         | Režie               | Scénář                       | Premiéra na Netflixu |
| ------------ | --------- | --------------------- | ------------------- | ------------------- | ---------------------------- | -------------------- |
| 1            | 1         | Welcome to Paradise   | Vítá vás Paradise   | Matt Garofalo       | Roger Black a Waco O'Guin    | 31. srpna 2018       |
| 2            | 2         | Ass on the Line       | Zadek na špalku     | Brian Mainolfi      | Roger Black a Waco O'Guin    | 31. srpna 2018       |
| 3            | 3         | Black & Blue          | Černý a modrý       | Lauren Andrews      | Aaron Lee                    | 31. srpna 2018       |
| 4            | 4         | Karla                 | Karla               | Fill Marc Sagadraca | Rocky Russo a Jeremy Sosenko | 31. srpna 2018       |
| 5            | 5         | Dungeons & Dragnet    | Dračí zátah         | Matt Garofalo       | Roger Black a Waco O'Guin    | 31. srpna 2018       |
| 6            | 6         | Meet the Jabowskis    | Tohle jsou Jabowští | Brian Mainolfi      | Amy Pocha a Seth Cohen       | 31. srpna 2018       |
| 7            | 7         | Police Academy        | Policejní akademie  | Lauren Andrews      | Aaron Lee                    | 31. srpna 2018       |
| 8            | 8         | Task Force            | Krizový štáb        | Fill Marc Sagadraca | Rocky Russo a Jeremy Sosenko | 31. srpna 2018       |
| 9            | 9         | Parent Trap           | Past na rodiče      | Matt Garofalo       | Michael Rowe                 | 31. srpna 2018       |
| 10           | 10        | Christmas in Paradise | Paradise a Vánoce   | Brian Mainolfi      | Roger Black a Waco O'Guin    | 31. srpna 2018       |

### Druhá řada (2020)
| Č. v seriálu | Č. v řadě | Původní název                            | Český název                   | Režie          | Scénář                       | Premiéra na Netflixu |
| ------------ | --------- | ---------------------------------------- | ----------------------------- | -------------- | ---------------------------- | -------------------- |
| 11           | 1         | Paradise Found                           | Ráj na zemi                   | Brian Mainolfi | Waco O'Guin a Roger Black    | 6. března 2020       |
| 12           | 2         | Big Ball Energy                          | Energie na rozdávání          | Lauren Andrews | Roger Black a Waco O' Guin   | 6. března 2020       |
| 13           | 3         | Tucker Carlson Is a Huge D**k            | Tucker Carlson je pěknej vůl  | Matt Garofalo  | Dan Signer                   | 6. března 2020       |
| 14           | 4         | Who Ate Wally's Waffles                  | Kdo snědl Wallyho wafle       | Brian Mainolfi | Steve Tompkins               | 6. března 2020       |
| 15           | 5         | The Father, the Son and the Post-it Note | Otec, syn i poznámkový bloček | Lauren Andrews | Rocky Russo a Jeremy Sosenko | 6. března 2020       |
| 16           | 6         | Flip the Vote                            | Volební trumf                 | Matt Garofalo  | Roger Black a Waco O' Guin   | 6. března 2020       |
| 17           | 7         | Paradise PD Meets Brickleberry           | Paradise PD v Brickleberry    | Brian Mainolfi | Waco O' Guin a Roger Black   | 6. března 2020       |
| 18           | 8         | Operation DD                             | Náležitá péče                 | Lauren Andrews | Roger Black a Waco O' Guin   | 6. března 2020       |

## Produkce

### Vývoj
4. dubna 2018 bylo oznámeno, že Netflix objednal první řadu seriálu, sestávající z 10 epizod. Seriál byl vytvořen Wacoem O'Guinem a Rogerem Blackem. Očekávalo se, že produkční společnost a animační studio Bento Box Entertainment bude produkovat sériál společně s Odenkirk Provissiero Entertainment. 30. října 2018 bylo oznámeno, že Netflix prodloužil seriál o druhou řadu, která měla premiéru 6. března 2020. Řada obsahuje crossoverovou epizodu se seriálem Brickleberry.

### Casting
Spolu s počátečním oznámením seriálu se uvádělo, že Dana Snyder, Cedric Yarbrough, David Herman, Tom Kenny, Sarah Chalke a Kyle Kinane byli obsazeni do hlavních rolí.